# Ucieczka w kosmos
Ucieczka w kosmos (ang. Farscape) – telewizyjny serial science-fiction, produkcji australijskiej, wyprodukowany przez Jim Henson Company we współpracy z Hallmark Entertainment oraz Sci Fi Channel.
Pierwsze dwa sezony były emitowane w Polsce w latach 1999-2001 na kanale Wizja1 do momentu likwidacji kanału pod koniec marca 2001 roku. Sci Fi Channel emitował serial na terenie USA, BBC2 na terenie Wielkiej Brytanii, SAT1 w Niemczech, Space Channel na terenie Kanady.
Od końca maja 2008 roku Ucieczkę w kosmos można było również oglądać  na kanale AXN SciFi.
Od 2003 roku po dziś dzień serial jest również powtarzany na kanale Tele 5.

## Zarys fabuły
Nazywam się John Crichton. Jestem astronautą. Przez tunel w czasoprzestrzeni dostałem się do odległej części wszechświata... na statek... na żyjący statek pełen dziwnych, obcych form życia. Wzywam pomocy. Czy ktoś mnie słyszy? Ściga mnie szalony dowódca wojskowy... robię co w mojej mocy... Szukam drogi powrotnej.

John Crichton był astronautą IASA pracującym nad eksperymentalną misją wahadłowca. Podczas lotu testowego zaprojektowanym przez siebie modułem o nazwie Farscape pojawił się tunel w czasoprzestrzeni, który wyrzucił Johna z drugiej strony wszechświata. Znalazłszy się w samym centrum bitwy kosmicznej, został pochwycony i wciągnięty na pokład Leviathana Moyi, żyjącego statku. 
Na pokładzie znajdowali się Ka D'Argo, Dominar Rygel XVI oraz Pa'u Zotoh Zhaan. Trójka więźniów przejęła kontrolę nad Moyą i opracowali plan ucieczki - więźniom udało się ostatecznie usunąć kołnierz sterujący Moyi i dokonać ucieczki. Podczas tego manewru, Prowler, oficer Aeryn Sun dostała się w strumień dokujący i została wciągnięty na pokład Leviathana wkrótce po przybyciu tam Crichtona. 
Z powodu jej kontaktu z więźniami, dowódca Aeryn, kapitan Crais, uznał ją za „nieodwracalnie skażoną”. Nie mając dokąd iść, zarówno ona, jak i John chcąc nie chcąc dołączają do przedziwnej grupy sprzymierzeńców. Podczas ucieczki przed kapitanem Craisem, trafiają do Niezbadanych Terytoriów. Od tej pory ich jedynym celem jest znalezienie drogi powrotnej do swoich domów, jak również ucieczka przed zawziętym Craisem.

## Serial
Bohaterem serialu, na którego pomysł na początku lat 90. (pierwotnym tytułem miało być Space Chase) wpadli Brian Henson, Rockne O'Bannon i scenarzysta/producent wykonawczy David Kemper, jest współczesny amerykański astronauta John Crichton, w którego postać wcielił się amerykański aktor Ben Browder. Podczas testowego lotu zostaje wciągnięty przez tunel czasoprzestrzenny, który wyrzuca go po drugiej stronie wszechświata prosto w sam środek kosmicznej bitwy. Moduł Crichtona zostaje wciągnięty przy pomocy sieci elektromagnetycznej do wnętrza ogromnego Leviathana, żyjącego statku kosmicznego o imieniu Moya. W ten sposób dołącza do zbiegłych więźniów obecnych na pokładzie Moyi i wszyscy razem muszą szukać ucieczki przed ścigającymi ich nieustannie Rozjemcami. Jedna z Rozjemczyń, oficer Aeryn Sun, której statek przypadkowo znalazł się w zasięgu promienia magnetycznego Moyi w czasie odpalenia wbrew własnej woli staje się towarzyszką niedoli pasażerów Leviathana.
Farscape był jednym z nowej generacji popularnych seriali science fiction, których głównym motywem jest przetrwanie we wrogim, chaotycznym wszechświecie oraz skoncentrowanie się na stosunkach interpersonalnych zamiast na odkryciach, sztuce wojennej czy ochronie porządku publicznego.
Henson tradycyjnie specjalizował się w lalkarstwie (zobacz: Muppety) i Farscape nie jest tu wyjątkiem, dwie z głównych postaci są elektronicznie sterowanymi lalkami, zdetronizowany władca Hynerii małego wzrostu Dominar Rygel XVI (głos: Jonathan Hardy) oraz Pilot statku (głos: Lani Tupu), wielorękie stworzenie potężnych rozmiarów, fizycznie i psychicznie połączone z biomechanicznym Leviathanem, Moyą.

## Nagrody
W latach 2000 i 2001 Farscape zdobył dwie nagrody Saturn w kategoriach Najlepszy serial w sieciach kablowych/syndykacji i Najlepszy aktor telewizyjny (Browder). W 2002 roku Farscape zdobył dwie nagrody Saturn dla Najlepszego serialu w sieciach kablowych/syndykacji oraz dla Najlepszego aktora telewizyjnego (Browder), jak również był nominowany w kategoriach Najlepszej aktorki telewizyjnej (Claudia Black jako eks-Rozjemczyni Aeryn Sun) oraz Najlepszej drugoplanowej aktorki telewizyjnej (Gigi Edgley jako chochlikowata łotrzyca Chiana).

## Anulowanie i odrodzenie
We wrześniu 2002 roku Sci Fi Channel, który był wtedy własnością podupadającego konglomeratu Vivendi nieoczekiwanie postanowił zrezygnować z finansowania piątego sezonu, wycofując z produkcji popularnego i uznawanego przez krytyków serialu. Fani błyskawicznie zorganizowali potężną kampanią listowo-telefoniczno-mailową, a także reklamową, mając nadzieję z jednej strony wywrzeć presję na Sci Fi, aby wznowili produkcję serialu, lub przekonać inną, bardziej wypłacalną sieć telewizyjną do przejęcia serialu.
Pierwotne plany, aby zniszczyć dekoracje, gdy produkcja czwartego sezonu była już ukończona, a informacja o anulowaniu serialu wszystkim znana, szybko uległy zmianie częściowo na skutek potężnej kampanii zorganizowanej przez fanów; zamiast tego dekoracje złożono i spakowano w oczekiwaniu na dalsze decyzje. Gdy było pewne, że serial nie zostanie wznowiony dekoracje zniszczono.
W maju 2004 Sci Fi Channel będący obecnie własnością NBC Universal zapowiedział emisję dwuczęściowego miniserialu noszącego tytuł: Ucieczka w kosmos i wojny Rozjemców (tytuł oryginalny: Farscape: The Peacekeeper Wars – w Polsce emitowany na kanale Hallmark), którego celem było rozwiązanie dramatycznego zakończenia czwartego sezonu, a także powiązanie kilku ogólnych wątków serialu. Premiera miała miejsce 17 października 2004 roku (w Polsce na Wielkanoc 2005 roku). Kontynuacja serialu w formie cotygodniowej nie jest przewidziana. Prawdopodobne są miniseriale, jak również produkcje kinowe. Brian Henson wielokrotnie oświadczał, że chciałby doprowadzić Farscape na duży ekran.
W 10. rocznicę premiery serialu światło dzienne ujrzały komiksy "Farscape", które wyszły spod pióra współtwórcy "Farscape" Rockne O'Bannona oraz autora powieści (w tym również jednej o przygodach bohaterów z "Farscape") Keitha R. DeCandido.